# Carmen Leccardi
Carmen Leccardi (Verbania, 29 agosto 1950) è una sociologa italiana.
Leccardi ha studiato Sociologia presso l'Università degli Studi di Trento, dove si è laureata nel 1973. È stata una militante di Lotta Continua. La sua carriera di ricercatrice è iniziata nel 1985 presso l'Università della Calabria, dove ha insegnato fra il 1992 e il 1994. Fra il 1995 e il 1998 ha insegnato Sociologia presso la facoltà di Scienze Politiche dell'Università degli Studi di Milano, per poi trasferirsi presso l'Università degli Studi di Milano-Bicocca, dove, nel 2004, ha ottenuto il titolo di professore ordinario di Sociologia. Dal 2009 al 2013 è stata direttrice scientifica del Centro Interdipartimentale per lo studio dei problemi di genere ‘ABCD’, mentre dal 2013 dirige il Centro di ricerca interuniversitario 'Culture di genere', una partnership fra Università degli Studi di Milano – Bicocca, Università degli Studi di Milano, Politecnico di Milano, Università commerciale Luigi Bocconi, Università IULM, Università Vita – Salute San Raffaele per la promozione di studi, ricerche, azioni positive volte a favorire la partecipazione delle donne nella società, il riconoscimento del loro ruolo e l'eliminazione delle discriminazioni nei loro confronti. Dal 2013 al 2015 ha ricoperto la carica di presidente dell'European Sociological Association (ESA). Dal 30 novembre 2021 è presidente della Casa della Cultura di Milano.
Ricopre la carica di presidente della International Society for the Study of Time. 
I suoi interessi di ricerca riguardano le questioni di genere, il femminismo, la condizione giovanile, lo studio sociologico del tempo, il cambiamento culturale e la costruzione delle traiettorie biografiche.